# El Mirador, Ayala
El Mirador är en ort i Mexiko.   Den ligger i kommunen Ayala och delstaten Morelos, i den sydöstra delen av landet, 80 km söder om huvudstaden Mexico City. El Mirador ligger 1 349 meter över havet och antalet invånare är 331.
Terrängen runt El Mirador är kuperad söderut, men norrut är den platt. Runt El Mirador är det ganska tätbefolkat, med 222 invånare per kvadratkilometer. Närmaste större samhälle är Cuautla Morelos, 7,2 km nordväst om El Mirador. Omgivningarna runt El Mirador är en mosaik av jordbruksmark och naturlig växtlighet.